# 800 Naval Air Squadron
Lo 800 Naval Air Squadron è stata una unità operativa della Fleet Air Arm, l'aviazione navale della Royal Navy. L'unità è stata formata il 3 aprile 1933 dalla fusione dei flight (sezione, parte di una squadriglia) No. 402 e No. 404 (Fleet Fighter). L'unità è stata sciolta nel 2010 per i tagli di bilancio.

## Storia
L'unità ha operato nelle seguenti campagne:
- Norvegia 1940-44
- Mediterraneo 1940-41
- Spartivento 1940
- Convogli di Malta 1941-42
- 'Bismarck' 1941

Insieme alle altre 4 squadriglie della Ark Royal, delle quali due di aerosiluranti, portò ripetuti attacchi alla nave da battaglia tedesca Bismarck durante l'operazione Rheinübung. Dalla portaerei HMS Victorious nel raid di Kirkenes e Petsamo. Dalla portaerei di scorta HMS Empress durante l'operazione Source.
- Diego Suarez 1942

La squadriglia operò contro i francesi durante la battaglia del Madagascar, in particolare a Diego-Suarez.
- Nord Africa 1942

Vennero dati in dotazione i Sea Hurricane e la squadriglia partecipò alla copertura aerea durante l'Operazione Torch.
- Sud della Francia 1944

Ai Sea Hurricane vennero sostituiti i Grumman F6F Hellcat, anche in questo caso per copertura aerea ed attacco.
- Egeo 1944
- Birmania 1945
- Malaya 1949
- Isole Falkland 1982

Nella guerra delle Falkland l'unità ha operato dalla portaerei Hermes con i Sea Harrier FRS1, perdendo due aerei e i rispettivi piloti, ma abbattendo 4 IAI Dagger, un elicottero Puma, un Pucará, 7 A4 Skyhawk e un elicottero Agusta A109.

## Mezzi utilizzati
Lo 800 squadron ha utilizzato 15 tipi diversi di aerei:
- Hawker Nimrod
- Hawker Hart
- Blackburn Skua
- Blackburn Roc
- Fairey Fulmar
- Gloster Sea Gladiator
- Hawker Sea Hurricane
- Grumman F6F Hellcat I (F6F-3) and II (F6F-5)
- Supermarine Seafire
- Fairey Firefly
- BAE Sea Harrier
- Blackburn Buccaneer
- Supermarine Scimitar
- Supermarine Attacker
- Hawker Sea Hawk